# Cordieritidaceae
Cordieritidaceae Sacc. – rodzina grzybów z rzędu tocznikowców (Helotiales).

## Systematyka
Pozycja w klasyfikacji według Index Fungorum:
Cordieritidaceae, Helotiales, Leotiomycetidae, Leotiomycetes, Pezizomycotina, Ascomycota, Fungi.
Takson ten utworzył Pier Andrea Saccardo w 1889 r. Według aktualizowanej klasyfikacji Index Fungorum bazującej na Dictionary of the Fungi do rodziny Cordieritidaceae należą rodzaje:
- Ameghiniella Speg. 1887
- Annabella Fryar, Haelew. & D.E.A. Catches. 2019
- Austrocenangium Gamundí 1997
- Cordierites Mont. 1840
- Deltosperma W.Y. Zhuang 1988
- Diplocarpa Massee 1895
- Diplolaeviopsis Giralt & D. Hawksw. 1991
- Endomelanconium Petr. 1940
- Lawreyella Etayo, Kukwa & Rodr. Flakus 2019
- Llimoniella Hafellner & Nav.-Ros. 1993
- Macroskyttea Etayo, Flakus, Suija & Kukwa 2015
- Midotiopsis Henn. 1902
- Rhymbocarpus Zopf 1896
- Sabahriopsis Crous & M.J. Wingf. 2015
- Skyttea Sherwood, D. Hawksw. & Coppins 1981
- Skyttella D. Hawksw. & R. Sant. 1988
- Thamnogalla D. Hawksw. 1980
- Trichangium Kirschst. 1935
- Unguiculariopsis Rehm 1909[1].